# Едуард Тийч
Едуард Тийч или Едуард Тач (на английски: Edward Teach, Edward Thatch), известен с прозвището Черната брада (на английски: Blackbeard) (* ок. 1680 – † 22 ноември 1718 г.) е английски пират с доста зловеща слава, действал в Карибско море между 1716 и 1718 г. Други източници посочват името му като Едуард Дръмонд (Edward Drummond), но има съмнения, че истинското му име е всъщност неизвестно. Прякорът си получава заради своята огромна черна брада, в която по време на битка има навика да вплита запалени фитили. Има любима също пират – Арабела Дръмонд (родена като Мери Дръмонд). Някои смятат, че тя му е сестра, а други – братовчедка. Първоначално работи за друг пират – Бенджамин Хомголд, но малко по-късно вече има свой кораб – „Отмъщението на кралица Ана“, френски търговски кораб, който залавя и преименува. Малко се знае за ранния му живот, но се предполага, че е служил като капер в английската армия по време на войната на кралица Ана.
Едуард Тийч загива по време на битка с британски военни моряци, изпратени да го заловят. Преди да умре, Черната брада понася 25 рани, 5 от които от куршуми. Фаталният изстрел е изстрелян лично от лейтенант Мейнард. Главата на Тийч е отсечена и окачена като трофей на бушприта на кораба на лейтенант Робърт Мейнард. Единственият пират от екипажа на Черната брада, който остава жив е Самюъл Одил, понеже само един ден преди битката е насилствено причислен към екипажа на Израел Хендс и преди сражението свален на брега с наранено коляно. Хендс също е осъден на смърт, но екзекуцията е отложена. По времето, когато е в затвора, амнистията за пиратите е продължена от краля. Пускат го от тъмницата и го откарват в Англия. В Лондон той заживява като просяк и английският писател Робърт Луис Стивънсън го обезсмъртява в прочутия си роман „Островът на съкровищата“.
- Пиратският флаг на Тийч
- Гравюра на главата на Тийч, висяща от бушприта